# Šútovo
Šútovo é um município da Eslováquia, situado no distrito de Martin, na região de Žilina. Tem 16,63 km² de área e sua população em 2018 foi estimada em 511 habitantes.

## Demografia
| Ano:        | 1994 | 2004   | 2014   | 2024   |
| ----------- | ---- | ------ | ------ | ------ |
| Broj ljudi: | 509  | 505    | 513    | 509    |
| Razlika:    |      | -0,78% | +1,58% | -0,77% |

| Ano:               | 2023 | 2024   |
| ------------------ | ---- | ------ |
| Número de pessoas: | 506  | 509    |
| Diferença:         |      | +0,59% |